# Чэнь Цзинжунь
Чэнь Цзинжу́нь (кит. трад. 陳景潤, упр. 陈景润, пиньинь Chén Jǐngrùn; 22 мая 1933 — 19 марта 1996) — китайский математик, специалист в теории чисел, академик Китайской академии наук (1980). Лауреат Национальной естественнонаучной премии 1-й степени (1982), He-Liang-He-Li Prize и Loo-Keng Hua Mathematics Award (1992).
В публикации 1966 года доказал теорему, получившую его имя (теорема Чэня).
Выпускник кафедры математики Сямэньского университета (1953), куда поступил в 1949 году. Затем работал учителем в школе в Пекине, а с 1955 года служащий в альма-матер. Был замечен Hua Luogeng. С 1957 года ассистент Института математики Китайской академии наук (где благодаря своим научным достижениям с 1978 года стал исследовательским профессором). Отличался плохим здоровьем, с 1984 года страдал болезнью Паркинсона.
В 1978 и 1982 годах — приглашённый докладчик Международного конгресса математиков.
Опубликовал более 70 работ.
Был женат с 1980 года, имел сына.

## Память
28 июля 1999 года в честь Чэнь Цзинжуня астероиду, открытому 24 декабря 1996 года на наблюдательной станции Синлун, КНР, присвоено наименование 7681 Chenjingrun.
1 ноября 1999 года в рамках серии «Достижения науки и технологии» (кит. упр. 科技成果) тиражом 23,9305 млн экземпляров была выпущена почтовая марка КНР с профилем Чэнь Цзинжуня, надписью «Наилучший результат по гипотезе Гольдбаха» (кит. упр. 哥德巴赫猜想的最佳结果) и формулой:
{\displaystyle P_{x}(1,2)\geq {\frac {0.67xC_{x}}{(\log x)^{2}}}.}
19 сентября 2020 года в честь Чэнь Цзинжуня была выпущена почтовая марка КНР из серии «Современные учёные Китая» (кит. упр. 中国现代科学家), тиражом 6,95 млн экземпляров. На ней изображён читающий книгу Чэнь Цзинжунь на фоне книжных полок и вышеуказанная формула.